# ヴォヨ・ウビパリプ
ヴォヨ・ウビパリプ（セルビア語: Војо Убипарип, ラテン文字転写: Vojo Ubiparip、1988年5月10日 - ）は、セルビアとボスニア・ヘルツェゴビナのサッカー選手。ポジションはフォワード。

## 経歴
2011年1月、レフ・ポズナンと4年半契約を締結した。
2015年8月、ヴァシャシュSCと1年契約を締結した。
2018年9月、FKトゥズラ・シティと2年半契約を締結した。